# Лай (приток Чулыма)
Лай — река в Томской области России, левый приток Чулыма. Устье реки находится в 131 км от устья по левому берегу Чулыма. Протяжённость реки 52 км, площадь бассейна — 436 км². В 38 км от устья по правому берегу впадает река Малый Лай. В устье расположен посёлок Нулевой Пикет.

## Данные водного реестра
По данным государственного водного реестра России относится к Верхнеобскому бассейновому округу, водохозяйственный участок реки — Чулым от водомерного поста села Зырянское до устья, речной подбассейн реки — Чулым. Речной бассейн реки — (Верхняя) Обь до впадения Иртыша.
Код водного объекта — 13010400312115200022350.